# TransAVIAexport Airlines
Trans Avia Export Cargo Airlines (Wit-Russisch: Авиакомпания Транс Авиа Аэкспорт) is een Wit-Russische luchtvrachtmaatschappij met thuisbasis in Minsk.

## Geschiedenis
Trans Avia Export Cargo Airlines werd opgericht in 1992.

## Vloot

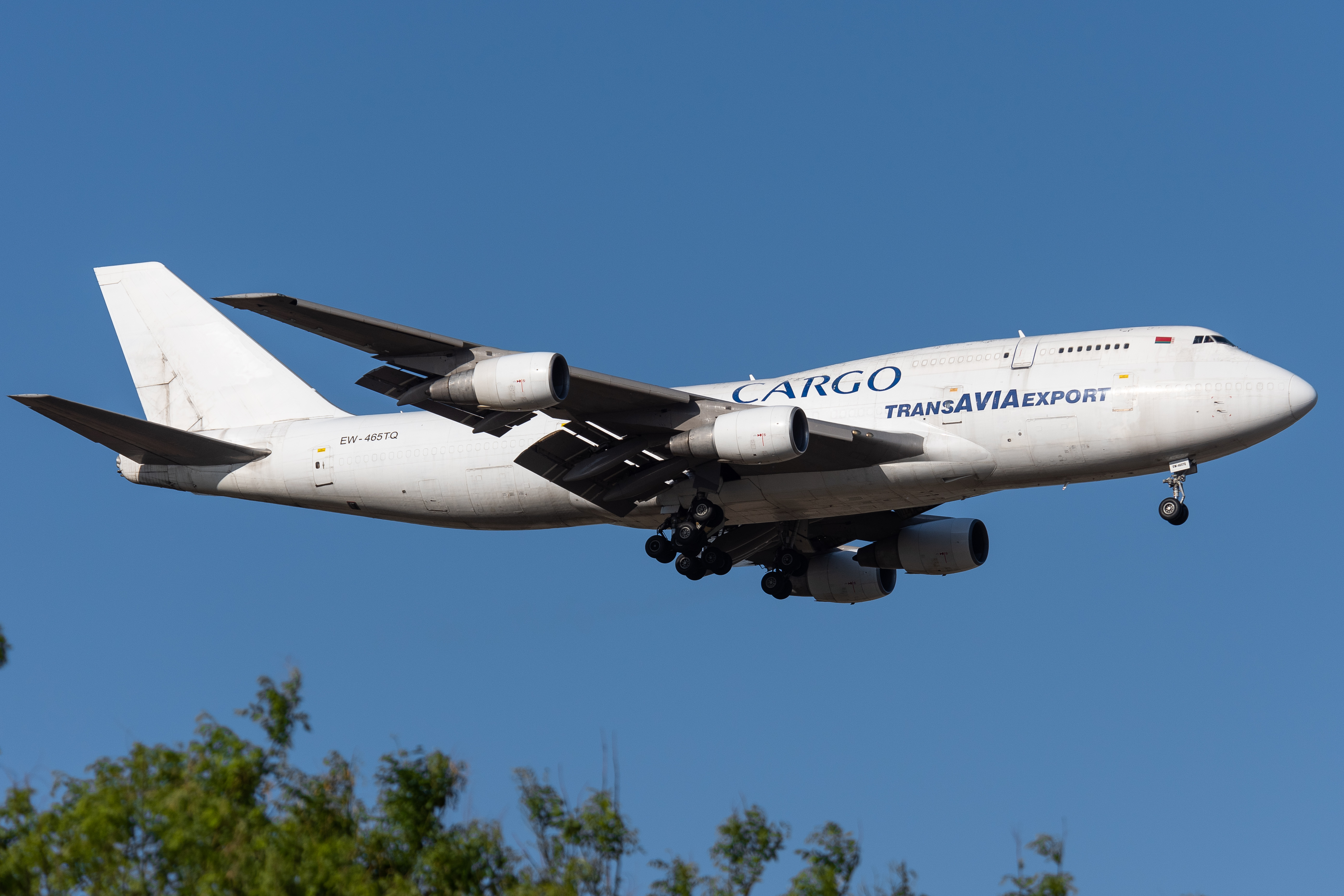
Transaviaexport Boeing 747-300SF

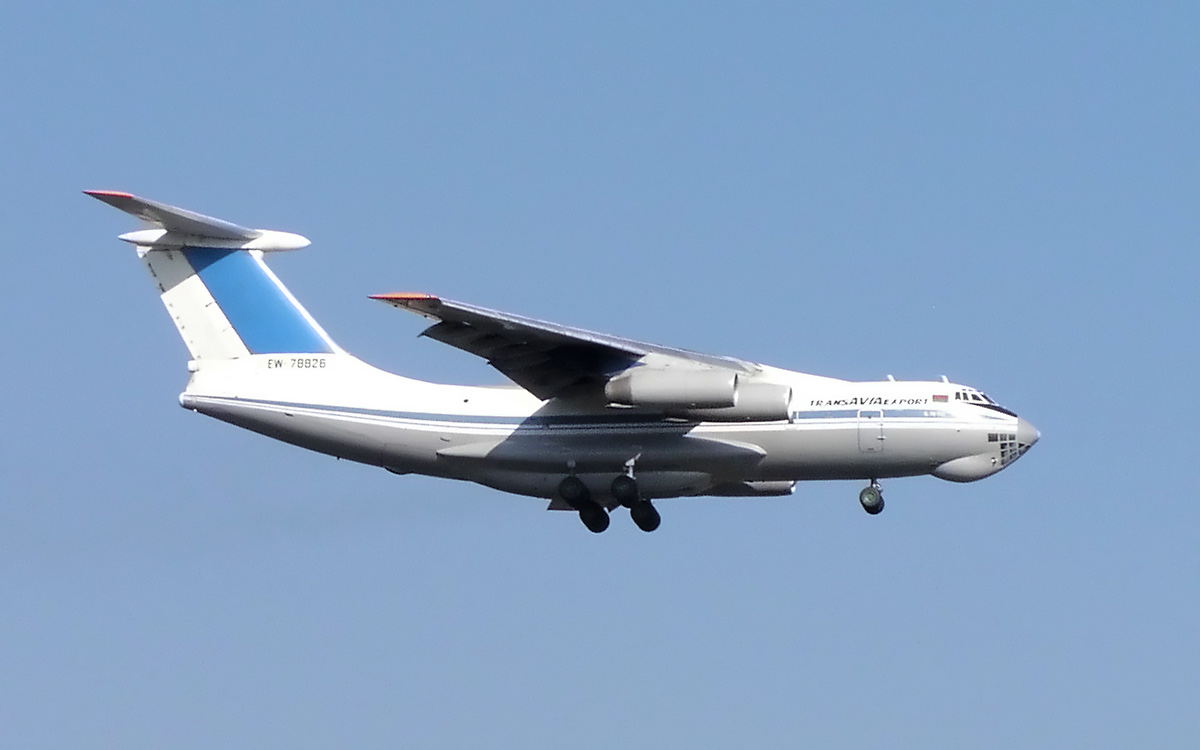
Transaviaexport Ilyushin Il-76TD

De vloot van Trans Avia Export Cargo Airlines bestaat uit:(april 2007)
- 1 Ilyushin IL-76MD
- 8 Ilyushin IL-76TD